# مارسيلو باوزا
مارسيلو باوزا (بالإسبانية: Marcelo Bauza) هو لاعب كرة قدم أرجنتيني في مركز الدفاع، ولد في 26 مايو 1965 في الأرجنتين. لعب مع ذي سترونغيست وفيرو كاريل أويستي ونادي سانتانيكوس أسوشيتد.